# Grotta del Toro
La grotta del Toro (in spagnolo Cueva de El Toro è una cavità situata nella riserva naturale di Torcal di Antequera, a una altitudine di 1190 metri sul livello del mare, che contiene un importante sito archeologico del Neolitico antico e recente. Dichiarata Bien de Interés Cultural, con la tipologia di zona archeologica, il 23 di febbraio di 2016, fa parte del sito dei dolmen di Antequera, dichiarato Patrimonio dell'umanità il 15 luglio 2016.

## Descrizione
La grotta del Toro mostra una struttura interna con grandi blocchi caduti in epoca precedente all'occupazione umana. Durante il primo quarto del IV millennio a.C. avvenne una mutazione strutturale della stessa, probabilmente come risultato di un movimento tettonico o di un collasso del sistema carsico. Ciò determinò la chiusura dell'ingresso primitivo, la configurazione di un nuovo accesso, la formazione di un baratro di 17 metri e il riempimento sedimentario nel settore sud.

## Storia degli scavi
Nel tempo sono state realizzate cinque campagne di scavo (1977, 1980, 1981, 1985 e 1988), dirette da Dimas Martín Socas e María Dolori Camalich Massieu, dell'Università della Laguna. I lavori hanno permesso di definire una sequenza stratificata di 2,40 metri di profondità, articolata in quattro fasi:
- Fase I, di carattere superficiale, dove sono state identificate evidenze dell'occupazione più recente della grotta, in epoca romana, medioevale e moderna.
- Fase II, che risale alla fine del III millennio a.C. ed è caratterizzata da una diminuzione dell'occupazione con minori testimonianze di resti materiali e attività domestiche. La presenza di escrementi di rapaci suggerisce una netta riduzione dei periodi di insediamento in queste epoche.
- Fase III, corrispondente al Neolitico recente, datata (4250-3950 a.C.), è suddivisa nelle Fasi IIIB e IIIA, a seconda delle differenze nelle caratteristiche dell'ambiente e, di conseguenza, nell'intensità di occupazione. Tali differenze devono essere messe in relazione con i cambiamenti strutturali prodotti nella grotta dopo il crollo, conseguenza del sistema carsico stesso o del suddetto evento tettonico, causati dalla chiusura dell'originario ingresso. La più antica, sottofase IIIB, relativa all'ultimo quarto del V millennio a.C., è caratterizzata dalla dualità nell'uso della cavità, frutto della convivenza di persone e animali, con un predominio della pecora sulla capra. Allo stesso modo, in questo periodo, si registra un notevole aumento delle proporzioni relative ad alcune specie coltivate e una maggiore diversità delle risorse vegetali nello sfruttamento, sia quantitativamente che qualitativamente. Tutte queste trasformazioni sono associate a forti cambiamenti nella tecnologia e nei nuovi mestieri registrati, in modo tale che stiamo assistendo al momento di massimo sviluppo e diversificazione di queste attività legate alla lavorazione della pietra, dei tessuti, dell'osso e della ceramica. Tra questa fase e quella corrispondente al Neolitico antico si individua un periodo di abbandono del sito, basato su date assolute, che stabiliscono una interruzione stimata di circa 600 anni.
- Fase IV, Neolitico antico, datato tra 5280-4780 a.C. Il sito archeologico comprende resti litici, ossei e ceramici, associati a resti di fauna, principalmente ovicaprini, e semi di cereali, oltre a legumi. Le analisi funzionali degli strumenti litici scolpiti segnano una predominanza delle attività di macellazione e lavorazione della carne, insieme alle testimonianze della lavorazione dell'osso, del legno, della pelle e dell'argilla. Quanto alla produzione ceramica, è definita dalla diversità tecnologica applicata alle decorazioni. Allo stesso modo, associate alle attività della vita domestica quotidiana, come la lavorazione di alimenti vegetali e carnei, il trattamento delle pelli o la fabbricazione di ceramiche, sono state documentate pratiche abitative che mostrano un'occupazione simultanea di persone e animali. Questa diversità nella gestione dell'uso della cavità durante il Neolitico ne stabilisce il carattere polifunzionale. Inoltre, è in questa fase del Neolitico antico che sono stati documentati due insiemi di materiale antropologico, che hanno permesso di dimostrare le più antiche testimonianze di cannibalismo nel Neolitico antico della penisola iberica, nonché un teschio a calice che è stato manipolato e trasformato all'interno.[4][5]  In questo contesto simbolico del Neolitico antico, spicca un pezzo che, per la sagoma e gli elementi che lo compongono, rappresenta l'immagine schematizzata di una figura umana femminile, equiparandola a quelle tradizionalmente note come Venere preistorica nelle loro variegate tipologie.[6] La sua struttura, che sembra essere associata a una delle forme naturali del sito del Torcal, El Tornillo, è interpretata come espressione della simbiosi ideologica sviluppata dalla comunità pastorale della grotta del Toro con i dintorni delle montagne, ma, anche, come manifestazione del processo identitario che si andava sviluppando con il nuovo modello di relazioni intersociali che ormai si articolava sul territorio.

## Valore culturale
La grotta del Toro ha un alto interesse scientifico, storico e archeologico, e pertanto costituisce un eccellente registro fossile della storia dei gruppi umani che l'abitarono durante la Preistoria recente, convertendola in uno degli esempi più qualificati del modello di occupazione dell'allevamento sviluppata nel territorio andaluso tra la fine del VI e il primo terzo del IV millennio a.C.

## Grado di protezione
Nel 2016 la zona archeologica è stata designata come bene di interesse culturale.
Nello stesso anno è entrata a far parte Patrimonio mondiale dell'Unesco come Sito dei dolmen di Antequera.